# Petworth House
Petworth House est le manoir de la seigneurie de Petworth datant de la fin du XVIIe siècle classé Grade I situé à Petworth (Angleterre) dans le Sussex de l'Ouest. Reconstruit en 1688 par Charles Seymour (6e duc de Somerset), il est réaménagé dans les années 1870 par l'architecte Anthony Salvin. Auparavant, le domaine était défendu par un château fort édifié par Henry de Percy, dont la chapelle du XIIIe siècle et les celliers ont subsisté jusqu'à aujourd'hui. Pendant des siècles, ce fut la demeure méridionale de la famille de Percy, comtes de Northumberland.
Petworth est célèbre pour sa vaste collection d'art constituée par les familles Northumberland et Seymour/Somerset et George Wyndham (3e comte d'Egremont) (1751-1837), dont de nombreuses œuvres de son ami J. M. W. Turner. Il conserve des sculptures sur bois complexes de Grinling Gibbons (décédé en 1721) et possède également un vaste parc aménagé par Capability Brown, qui abrite un grand troupeau de daims.

## Histoire

### Manoir médiéval
Le manoir de Petworth est entré en possession de la famille Percy comme cadeau royal d'Adélaïde de Louvain, la veuve d'Henri Ier (1100-1135), à son frère Joscelin de Louvain qui épouse plus tard l'héritière Percy et adopte son nom de famille. Ses descendants deviennent les comtes de Northumberland, la famille la plus puissante du nord de l'Angleterre. La famille Percy, dont le siège principal est au château d'Alnwick dans le Northumberland, à la frontière de l'Écosse, n'occupe Petworth qu'occasionnellement.
Un manoir fortifié est initialement construit par Henry de Percy (1er baron Percy) (1273-1314) en 1308-1309, dont la chapelle et le sous-sol sont encore dans l'habitation actuelle.
Au XVIe siècle, la famille Percy, résolument catholique, entre en conflit avec la couronne lorsque survient la Réforme anglaise, ce qui conduit à ce que Petworth lui soit brièvement enlevé par Henri VIII, puis restitué par Marie Ire avant que la famille ne fasse l'objet d'un examen minutieux sous le règne d'Élisabeth Ire. Thomas Percy allie la famille à Marie Stuart reine d'Écosse et dirige le soulèvement du Nord de 1569 contre la reine dans le but de la déposer et de placer Marie sur le trône. L'échec du soulèvement conduit à son exécution pour trahison en 1572. Son frère cadet, Henry Percy, retrouve son titre auprès de la reine après avoir imploré sa miséricorde et obtient sa liberté à la condition que la famille soit confinée à Petworth où elle peut être surveillée par la cour. L'habitation est transformée et agrandie pour devenir la résidence permanente de celle-ci, de grandes écuries sont érigées et un jardin d'agrément est aménagé. Une partie du manoir de l'époque, une aile nord « perdue », a été découverte lors de fouilles archéologiques en 2012-2015 sous la pelouse à l'avant de la demeure ayant été démolie en 1692,.

### Manoir baroque
En 1670, Josceline Percy (11e comte de Northumberland) (1644-1670) meurt sans héritier mâle ; sa fille de 2 ans et unique héritière, Lady Elizabeth (1667–1722) hérite de sa fortune considérable et de ses domaines de Petworth House, Alnwick Castle, Syon House et Northumberland House. En 1682, à l'âge de 16 ans et déjà deux fois veuve, elle épouse Charles Seymour (6e duc de Somerset) (1662–1748), âgé de 20 ans, dont le siège familial est le château de Marlborough dans le Wiltshire. Ils deviennent l'un des couples les plus riches d'Angleterre.
Le 6e duc, surnommé « the Proud Duke » (« le fier duc »), et la duchesse reconstruisent la demeure entre 1688 et 1696 dans le style baroque qui privilégie l'ordre et la symétrie— vraisemblablement basé sur un dessin de Daniel Marot — tout en incorporant des murs plus anciens. Il s'inspire beaucoup du château de Versailles et vise à faire de Petworth un rival des palais européens,.
Les terrains et le grand parc sont également aménagés à cette époque, le parc abritant des carrières et constituant un paysage industriel et fonctionnel soutenant les travaux de construction et la maison. Des jardins dans le style des jardins à la française sont plantés autour de la demeure, comprenant une allée de tilleuls à proximité de la maison, un canal et des viviers, un parterre, une grande serre et une orangerie. Ils sont complétés par une pelouse et des terrasses comprenant une série de promenades creusées dans la colline avec des sièges, des escaliers et de statues sculptées.

### Défis de l'héritage partagé, Capability Brown

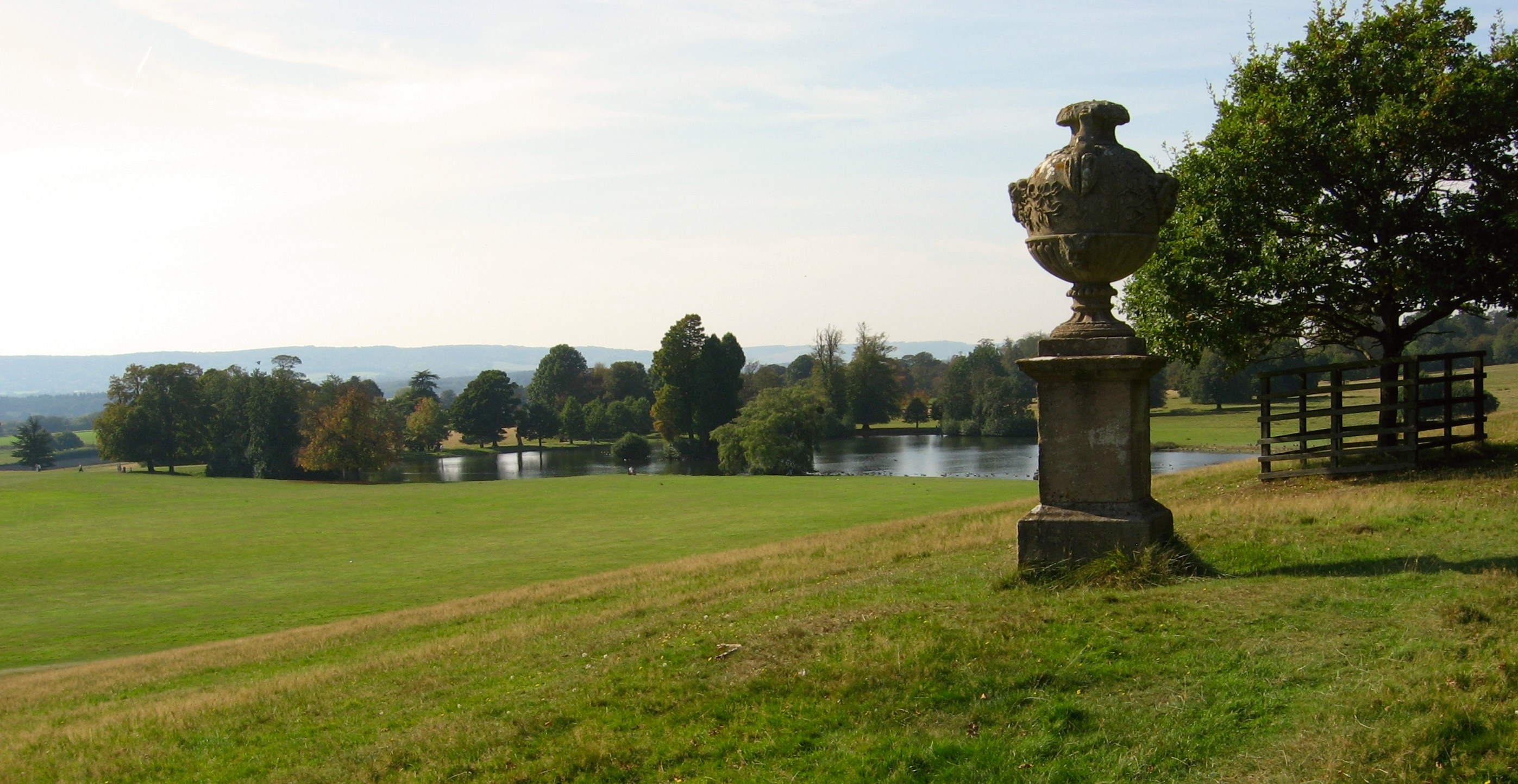
Le lac.

Depuis 1750, la maison et le domaine appartiennent à l'éminente famille Wyndham, descendant de Charles Wyndham (1710-1763) 4e baronnet d'Orchard Wyndham dans le Somerset, neveu et cohéritier d'Algernon Seymour (1684 –1750). Le fils et héritier de Charles Seymour, Algernon Seymour (7e duc de Somerset), ne laisse qu'une fille comme héritière. Par conséquent, après sa mort, le vaste domaine est divisé en trois. Dans le cadre de l'héritage et du partage du grand héritage Percy, qui est une source de discorde entre le 7e duc et son père le 6e duc, en 1749, après la mort du 6e duc, le roi George II accorde au 7e duc quatre titres supplémentaires dans la pairie, dont baron Cockermouth et comte d'Egremont, les deux derniers spécialement pour Sir Charles Wyndham, le destinataire prévu et incontestable de Petworth, du château de Cockermouth et du château d'Egremont (Cumbria). Après la mort du 7e duc en 1750, ses terres et ses titres sont partagés entre sa fille, Lady Elizabeth Seymour et son mari Hugh Percy (décédé en 1786), et Charles Wyndham par l'intermédiaire du beau-frère décédé du 7e duc, sir William Wyndham. Le premier hérite des domaines du nord de Percy, y compris le château d'Alnwick et Syon House, ainsi que les titres de baron Warkworth du château de Warkworth et de comte de Northumberland, dont les descendants sont les actuels ducs de Northumberland basés au château d'Alnwick. Ce dernier hérite de Petworth et de certains domaines dans le Sussex, le Cumbria et le Yorkshire en tant que comte d'Egremont.
Charles Wyndham (2e comte d'Egremont) fait construire par Matthew Brettingham sa propre salle de musée entre 1756 et 1763, la Sculpture Gallery (aujourd'hui la North Gallery). À sa mort, les travaux ne sont pas terminés. Son fils, George Wyndham, fait transformer la State Bedroom en White Library par Matthew Brettingham le Jeune de 1774 à 1779.
Charles Wyndham est aussi à l'origine des collections de miroirs rococo et de statues antiques qui sont toujours dans la maison aujourd'hui et de la commande à Capability Brown pour aménager le parc dans les années 1750 et 1760. Les travaux impliquent la démolition des jardins à la française qui ont précédé, l'aménagement du grand parc pour rehausser le profil de la pelouse devant la maison, le remplissage des carrières, l'aménagement des promenades en terrasse et de creuser des bâtiments dans le parc jusqu'au niveau des fondations. Les recherches archéologiques semblent suggérer que le gazon a été enlevé avant les travaux de nivellement afin qu'il puisse être remplacé une fois les travaux terminés et contribuer à l'aspect naturel actuel du paysage.

### Maison d'art
George Wyndham (3e comte d'Egremont) (1751–1837) ancre la réputation de la demeure en tant que maison d'art. Il en hérite en 1763 et commence ce qui a été appelé l'« âge d'or » de Petworth lorsqu'il enrichit sa collection d'art contemporain et agrandit et modifie le manoir afin de mieux la présenter, notamment grâce à l'ajout de la galerie nord en 1824–1825. Il est le mécène de nombreux artistes contemporains, dont J. M. W. Turner et John Constable, qui sont des invités fréquents et peignent la demeure et son parc, ce qui a plus récemment contribué à éclairer les restaurations de la demeure et du parc,.

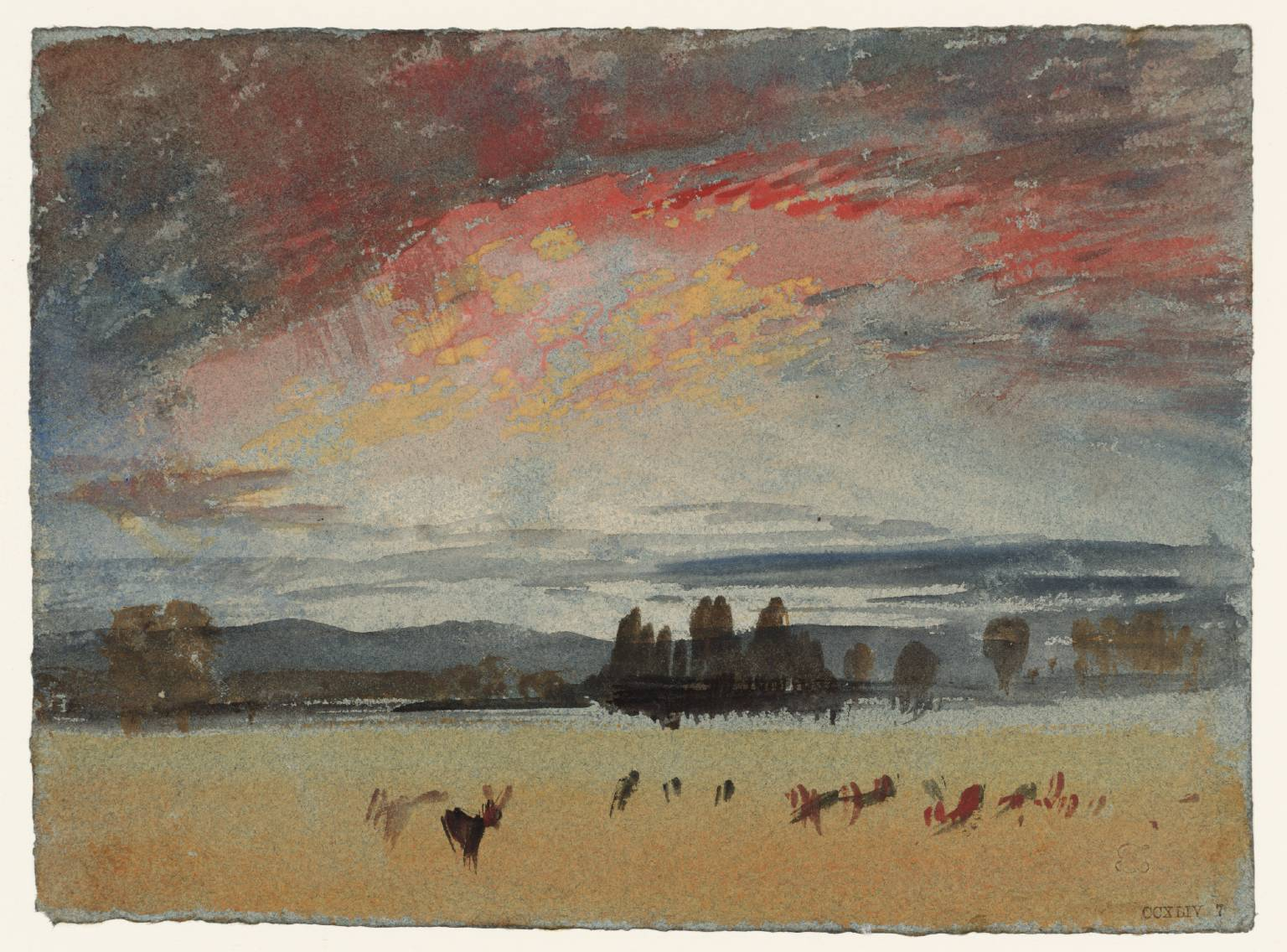
Turner, Cerfs à Petworth Park, 1827.

Le peintre William Turner y séjourne en 1809 et y revient en 1827, puis souvent jusqu'à la mort du comte en 1837, se voyant même attribuer une chambre pour son atelier. Il y travaille à une série de quatre tableaux sur un format double carré dans la salle sculptée de Petworth, donnant sur le lac.
Le 3e comte lègue Petworth et le château de Cockermouth à son fils illégitime et héritier adopté, le colonel George Wyndham (1787–1869), qui ne peut hériter du titre de comte d'Egremont et est donc créé baron Leconfield par la reine Victoria en 1859. Henry Wyndham, 2e baron Leconfield, fait reconstruire l'aile sud de la maison dans un style baroque par Anthony Salvins entre 1869 et 1872.
Le titre de comte d'Egremont passe à la place à son neveu George Wyndham, 4e comte d'Egremont (1786–1845) qui, n'héritant pas de Petworth, reçoit à la place les entails (non négligeables) de Wyndham, dont Orchard Wyndham, toujours détenu aujourd'hui par la famille Wyndham. Il tente de compenser la perte de Petworth en construisant sa propre demeure seigneuriale dans le Devon appelée Silverton Park qui, considérée comme hideuse, est démolie en 1901.

### Ouverture au public, National Trust
En raison des droits de succession élevés, le manoir et son parc, dont les frais d'entretien sont considérables, sont donnés aux autorités britanniques par Edward Wyndham, 5e baron Leconfield (1883–1967) en 1947, avec conservation du droit d'occupation. Ils sont aujourd'hui gérés par le National Trust sous le nom de « Petworth House & Park ». Les Leconfield possèdent encore une grande partie de Petworth et des environs ; la famille peut continuer à vivre dans une partie de Petworth House, occupant l'étage supérieur à titre privé. John Wyndham (1er baron Egremont), 6e baron Leconfield, 1er baron Egremont depuis 1963, a négocié le don du contenu de la maison, en particulier les peintures et sculptures, au National Trust en lieu et place des droits de succession accumulés.
Les actuels Lord et Lady Egremont poursuivent une tradition d'occupation ininterrompue à Petworth House depuis 250 ans ; Max Egremont 2e baron Egremont, un descendant en ligne directe de John Wyndham (1558-1645), et sa famille, vivent dans l'aile sud, permettant à une grande partie du reste de la maison d'être ouverte au public. Lady Egremont a restauré les jardins.
Dans son rapport annuel 2018/2019, le Trust a indiqué que Petworth House avait reçu 178 760 visiteurs. Dans son rapport annuel 2022, il indiqué que Petworth House a reçu 147 079 visiteurs en 2021-2022, après avoir chuté à 88 600 en raison de la pandémie de Covid-19 en 2020-2021.

## Description du manoir

### Extérieur
Le manoir est situé au cœur de la ville de Petworth. Il comporte trois étages, mesure près de 100 m de long. La façade ouest face au parc est divisée par 21 fenêtres par étage, les fenêtres du rez-de-chaussée donnent directement sur la terrasse. À l'origine, le bâtiment était couronné par un dôme plat, qui a été retiré lors d'une rénovation en 1778. La galerie nord a été ajoutée pour abriter un musée sur le côté étroit au nord en 1824-1827.
Du côté est, l'aile des domestiques à deux étages, datant du XVIIIe siècle, s'étend parallèlement à la demeure au sud de celle-ci. Les vastes écuries disposées autour d'une longue cour, datent également du XVIIIe siècle, mais ont été agrandies et remodelées au milieu du XIXe siècle.

### Intérieur

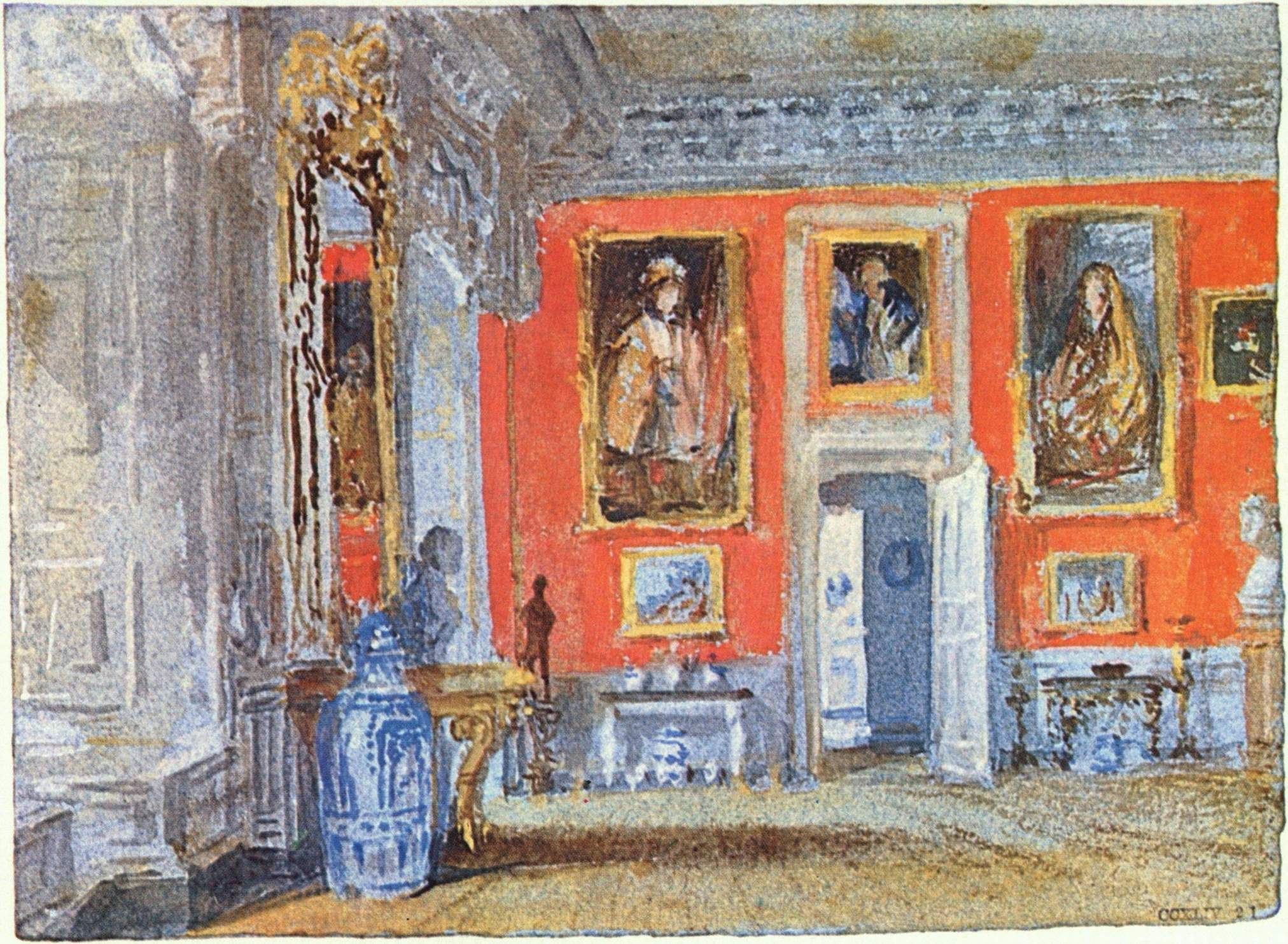
Turner, La chambre rouge. aquarelle, vers 1827.

Les pièces principales du manoir sont meublées avec des meubles Chippendale et décorées de la collection de peintures d'Algernon Percy, crée dans les années 1630. Il a laissé une collection de 18 peintures d'Antoine van Dyck, en plus de huit miniatures d'Adam Elsheimer, d'un Titien et de nombreuses autres tableaux. Ses successeurs ont ajouté à la collection des peintures de Rogier van der Weyden, Meindert Hobbema, Jérôme Bosch, Claude Lorrain, David Teniers le Jeune, Gainsborough, Angelica Kauffmann, William Blake, Reynolds, entre autres, ainsi que la plus grande collection de peintures de William Turner en dehors d'un musée. Des restaurations récentes ont tenté de recréer les intérieurs du début du XIXe siècle comme Turner les a montré dans de nombreuses aquarelles.
Les pièces principales comprennent :
- la soi-disant salle Somerset, qui sert de galerie de tableaux. En plus des tableaux de Frans Snyders, Bernardo Bellotto, Paul Bril, Claude Lorrain, Adam Elsheimer et Lely, elle contient de la porcelaine chinoise des XVIIe et XVIIIe siècles et un manuscrit des Contes de Canterbury réalisé entre 1410 et 1430.
- La Square Dining Room (salle à manger carrée) a été créée lors d'une rénovation en 1764 et qui a reçu son mobilier actuel entre 1795 et 1815. Parmi les nombreuses peintures de cette salle figurent deux portraits de van Dyck datés de Thomas Wentworth (1593-1641)  et de Henry Percy (9e comte de Northumberland), et le grand Macbeth et les sorcières peint par Reynolds en 1786.
- Le Marble Hall servait à l'origine de hall d'entrée et a été construite vers 1692, probablement sur des plans de Marot. La salle baroque n'a été que légèrement modifiée.

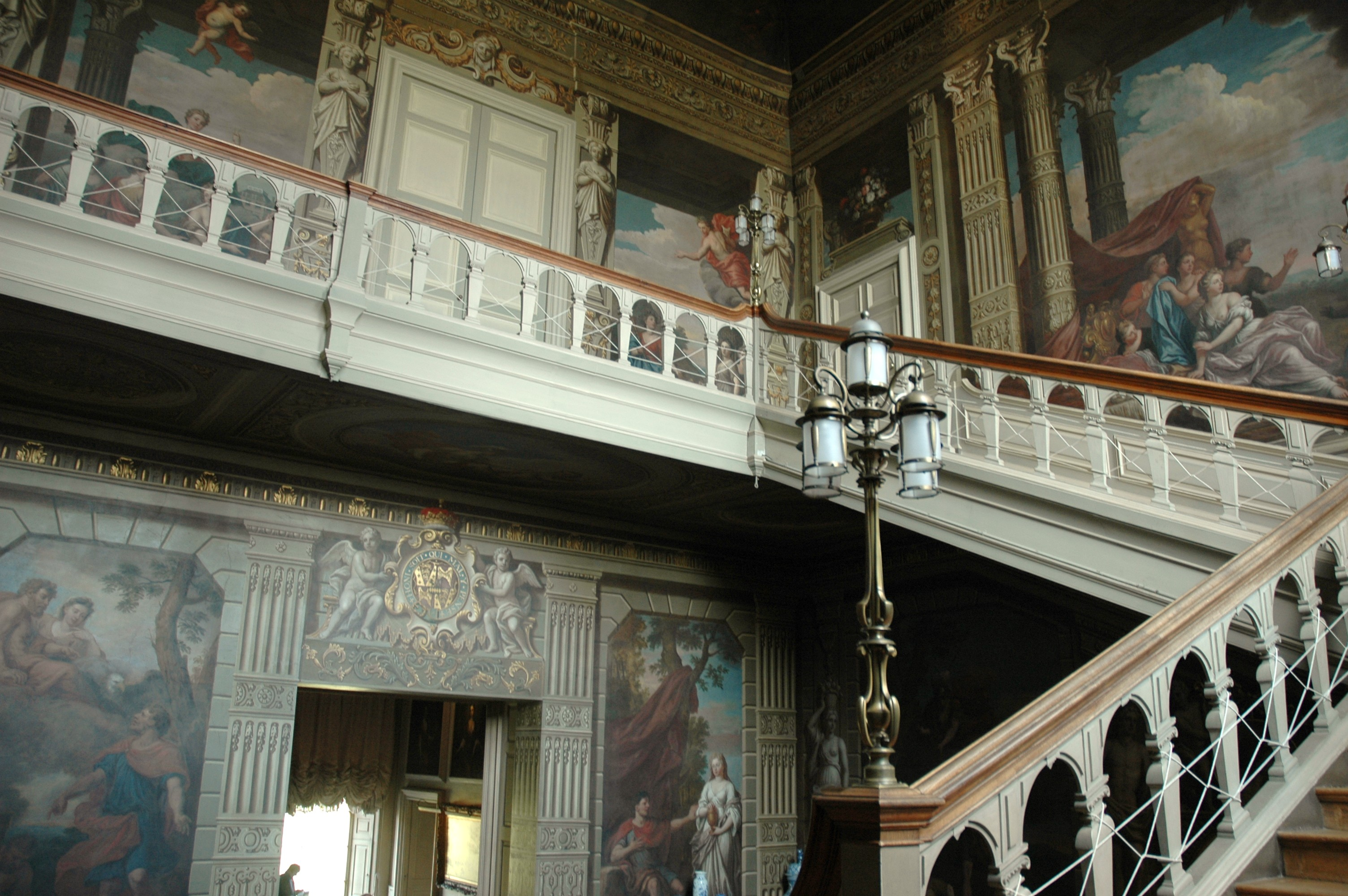
Grand escalier.

- Le grand escalier, qui mène des pièces principales du rez-de-chaussée aux pièces de l'étage, a été repeint par Louis Laguerre après un incendie entre 1715 et 1720.
- La petite salle à manger contient de nombreux portraits ainsi qu'un tableau de Saint Sébastien de Gerard Seghers.
- La Carved Room (salle sculptée) a été meublée vers 1690. Elle possède des sculptures allégoriques de Grinling Gibbons. Entre 1786 et 1794, la salle a doublé de taille et Jonathan Ritson a travaillé sur les sculptures de sa nouvelle partie nord pendant 18 ans. Les peintures de la salle comprennent un portrait équestre de Charles Ier par van Dyck, ainsi qu'une copie du Portrait d'Henri VIII par Hans Holbein le Jeune réalisé par Remigius van Leemput.
- Dans la Red Room (salle rouge) ou salle Turner, 20 des peintures de Turner ont été rassemblées en 1952. Sa composition a de nouveau été modifiée : en plus d'un tableau de Titien, d'un tableau de Johan Joseph Zoffany et d'autres peintures, quatre tableaux de Turner y sont encore accrochés. Elle conserve aussi la tête Leconfield, un buste en marbre du IVe siècle av. J.-C. attribué à Praxitèle.
- La North Gallery (galerie nord), la partie musée de la demeure qui a été ajoutée à partir de 1756, se compose de trois salles depuis la rénovation de 1824 à 1827, le couloir sud, le couloir central et la baie carrée. Les pièces sont éclairées par des verrières. Les salles renferment de nombreuses sculptures de l'Antiquité comme celle de l'Apollon d'Egremont du IIe siècle, ainsi que des sculptures Renaissance et néoclassiques, dont des œuvres de John Flaxman, Richard Westmacott et Francis Leggatt Chantrey, plus de 100 peintures de Turner, Gainsborough, Thomas Phillips et autres, et un globe de 1592 d'Emery Molyneux .
- La chapelle est la pièce la plus ancienne de la demeure. Construite à l'origine vers 1309, elle a été reconstruite au XVIIe siècle, remodelée dans le style baroque, et expose des sculptures de John Seldon.

## Œuvres remarquables des collections
Le bâtiment abrite une importante collection de peintures et de sculptures, dont :
- 19 peintures à l'huile de JMW Turner (certaines appartenant à la famille, d'autres à la Tate Britain), qui venait régulièrement à Petworth,
- des peintures de Van Dyck dont le Portrait d'Henry Percy (9e comte de Northumberland), futur Lord Percy d'Alnwick (v. 1604-1659), (1632, huile sur toile, 135 × 108 cm)[13],
- deux œuvres de Thomas Gainsborough : Un Setter assis dans un paysage, vers 1774[14] et Paysage rocheux et boisé, vers 1775[15].
- des sculptures de Grinling Gibbons et Ben Harms, des sculptures classiques[16] et néoclassiques, dont celles de John Flaxman et John Edward Carew,
- des peintures murales et de plafond de Louis Laguerre,
- un globe terrestre fabriqué par Emery Molyneux, considéré comme le seul au monde dans son état d'origine de 1592[17],
- la tête Leconfield représentant sans doute Aphrodite, attribuée à Praxitèle.

## Parc

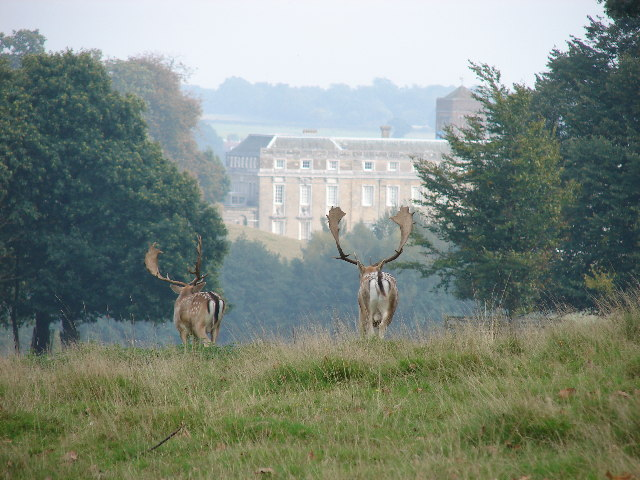
Cerfs dans le parc.

Le manoir se dresse dans un parc d'une superficie de 294 ha, Petworth Park, dont les jardins ont été dessinés par « Capability » Brown. Avec son bois de 12 ha, c’est l’un des parcs les plus réputés d'Angleterre, sans doute aussi en raison du nombre de tableaux qu'en a tiré Turner.
Un premier petit parc est mentionné dès le XIIIe siècle, à l'époque du 9e comte de Northumberland ; il comprend déjà plus de 160 ha. Le jardin baroque aménagé par George London vers 1700 a été transformé en jardin à l'anglaise par Capability Brown entre 1751 et 1765. Il a subi de graves dommages lors des tempêtes en 1987 et 1989, mais il est toujours considéré comme l'un des plus beaux jardins paysagers de Capability Brown.
Le jardin boisé de 12 hectares est connu sous le nom de Pleasure Ground. Le parc paysager et les terrains d'agrément de Petworth sont classés Grade I dans le registre des parcs et jardins historiques. Le jardin potager clos se trouve au sud de la demeure. Au nord, s'étend le jardin d'agrément d'environ 12 hectares avec des lauriers, platanes, tilleuls, cèdres et autres arbres. Le jardin a des chemins et des lignes de vue menant à une rotonde ;  une maison d'été a été construite dans le style d'un temple dorique. Le jardin d'agrément est séparé de la prairie du côté ouest de la maison par un ha-ha, et s'étend sur environ 350 m jusqu'à un lac serpentin artificiel. La prairie est bordée d'arbres bas et d'arbustes tels que des arbousiers, des genêts et des chèvrefeuilles. Au nord-ouest du lac s'étend le parc animalier d'environ 2 km de long, qui est entouré d'un total de 8 km de long de murs. Le parc aux cerfs s'étend sur une large vallée avec des pelouses, des bosquets d'arbres, un petit lac et le plus grand troupeau de daims d'Angleterre, considéré aussi comme l'un des plus anciens troupeaux du royaume.
Petworth House, grâce à ses courts d'époque, est le siège d'une association de jeu de paume, le Petworth House Real Tennis Club (de nombreux domaines privés de ce type possédaient des jeux de paume). Petworth Park est également utilisé par le Petworth Park Cricket Club.

## Alentours

Panorama intérieur dans la Petworth House.

Comme il était d'usage pour un manoir médiéval, Petworth House a été construite dans sa forme originale à côté de l'église paroissiale (pour fournir au Lord of the manor des avantages spirituels accrus), autour de laquelle s'est développé un village, devenu une ville importante. Une telle position est inhabituelle pour un manoir de campagne de sa taille et de son époque, qui ont souvent été reconstruits plus tard sur de nouveaux sites plus privés loin du manoir d'origine ; l'église et le village ont parfois été démolis pour fournir l'intimité souhaitée. Petworth House et Petworth Park sont donc aujourd'hui situés juste à côté de la ville de Petworth, avec ses boutiques et ses restaurants.
Pour donner au public une idée de la vie des anciens métayers, un écomusée, le Petworth Cottage Museum, a été ouvert à Petworth, 346 High Street. La maison d'un ouvrier de Leconfield Estate a été restaurée et meublée comme elle aurait pu l'être vers 1910 lorsque l'occupante était une Mrs Mary Cummings, catholique irlandaise. Mary a travaillé comme couturière à Petworth House, à proximité, et chez elle. Le musée comprend également deux huiles sur toile d'un artiste inconnu qui montrent une vue extérieure et intérieure de la prison de Petworth, une maison de correction, dans les années 1860,. Le musée a été ouvert par Lord et Lady Egremont en mai 1996 et est géré par une fiducie caritative indépendante, le Petworth Cottage Trust. Le personnel bénévole fournit des informations et organise des visites guidées.

## Installations pour les visiteurs

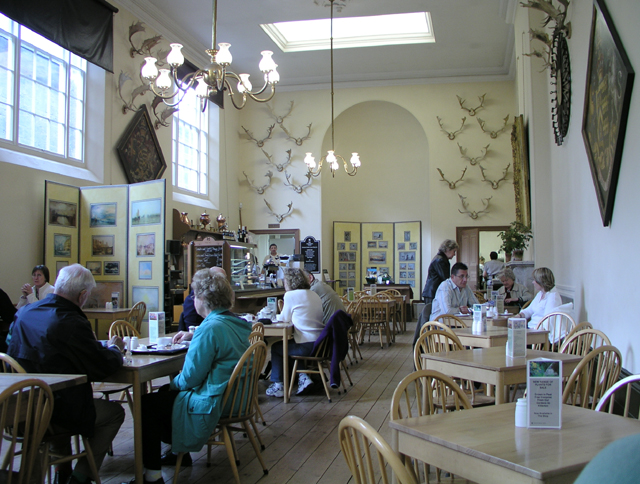
Café dans l'ancienne Audit Room.

Depuis son ouverture au public, Petworth House attire chaque année un nombre important de visiteurs venus découvrir les collections d'art, le parc et les terrains d'agrément. Le National Trust a ouvert et gère un certain nombre d'installations pour les visiteurs sur le site.
La fiducie gère deux parkings pour les visiteurs, un parking principal idéalement placé pour la demeure et les jardins d'agrément et un parking plus grand, au nord, pour le parc des cerfs. À l'exception d'un accueil des visiteurs à proximité du parking principal et d'un kiosque de restauration dans l'ancienne caserne de pompiers, les équipements pour les visiteurs sont tous situés dans l'ancienne aile de service de la demeure. Cette aile de service abrite la boutique du site, une librairie de livres d'occasion, un café dans l'ancienne Audit Room (ouverte à l'origine comme galerie de sculptures avant d'être utilisée comme salle pour les grands rassemblements du personnel et des domestiques du domaine), des toilettes et une galerie d'art temporaire. L'aile de service contient également quelques-unes des salles de cuisine historiques présentées au public.
En plus de publier un guide général du visiteur, la fiducie publie également un guide détaillé des différentes œuvres d'art de la demeure, détaillant plus en détail l'histoire de la famille associée à la collection. Il existe un guide virtuel pour les visiteurs en plus des stewards de salle bénévoles. L'ouverture d'une deuxième boutique vendant des livres liés aux œuvres d'art de la demeure et des fournitures d'art a été également annoncé en 2021.

## Lieu de tournage
Petworth House a été largement utilisé comme lieu de tournage pour des productions cinématographiques et télévisuelles dont Barry Lyndon (1975), Banco à Las Vegas (1977), Elizabeth : L'Âge d'or (2007), Maléfique (2014), Mr. Turner (2014), Rebecca (2020) La Chronique des Bridgerton (2022), une production  tournée à Petworth en mars 2022.

## Notoriété
Petworth House a reçu la visite de monarques à plusieurs reprises :
- Henri VIII en 1526,
- Édouard VI en 1551,
- Élisabeth Ire en 1563 et 1583,
- l'archiduc Charles, futur empereur Charles VI le 28 décembre 1703,
- le 24 juin 1814, le prince régent futur George IV, le tsar Alexandre Ier et le roi Frédéric-Guillaume IV lors de leur voyage du 6 au 27 juin 1814 en Grande-Bretagne après le traité de Paris,
- Édouard VII était souvent invité au manoir.

Dans son roman Fanny et Scylla, Joan Aiken décrit le manoir et le jardin ainsi que les habitants vers 1798-99. L'écrivain Henry Green, dont la mère était la fille d'Henry Wyndham, 2e baron Leconfield, a passé une partie de son enfance et de sa jeunesse à Petworth House.